# DATA
DATA è l'acronimo di Debt, AIDS, Trade, Africa (Debito, AIDS, Commercio in Africa). È un'organizzazione non governativa il cui obiettivo è quello di far crescere la consapevolezza del problema del debito estero nei paesi in via di sviluppo, della diffusione del virus HIV e delle leggi del mercato globale che non fanno altro che rendere ancora più povera l'Africa.

## Storia
L'organizzazione nasce formalmente nel gennaio del 2002 a Londra, su iniziativa di Bono, leader del gruppo musicale U2, Bobby Shriver e da attivisti del movimento Cancella il Debito (Drop the debt). Movimento che si proponeva la cancellazione del debito dei paesi in via di sviluppo per il Giubileo del 2000.
I fondi iniziali furono offerti dalla Fondazione Bill & Melinda Gates, dal filantropo George Soros, e da Edward W. Scott.
L'organizzazione ha delle sedi sia a Washington che a Londra.
Nel 2007, "DATA" e la "ONE Campaign" hanno deciso di unire le forze, e nel gennaio 2008, si sono formalmente unite sotto il nome di "ONE".
L'organizzazione DATA ha ricevuto il sostegno delle christian rock band Switchfoot e Third Day.